# Willys Aero
Willys Aero war eine Baureihe US-amerikanischer PKWs, die Willys-Overland in Toledo (Ohio) 1952 herausbrachte. Sie war die erste Nachkriegs-PKW-Baureihe von Willys.
Die neuen Wagen in Pontonform waren von Phil Wright entworfen und von Clyde Paton konstruiert worden. Der Radstand der zweitürigen Limousinen betrug 2743 mm und sie waren mit Sechszylinder-Reihenmotoren mit 2640 cm³ Hubraum (Bohrung × Hub = 79,5 mm × 88,9 mm) ausgestattet.
Bis 1955 wurden die Wagen in unterschiedlichen Ausstattungsvarianten als zwei- und viertürige Limousinen und zweitürige Hardtop-Limousinen hergestellt. Später wurde auch der 3,7-Liter-Motor des Kaiser Special verfügbar. 1955 entfiel die Bezeichnung „Aero“.

## Modelle

### Aero Lark

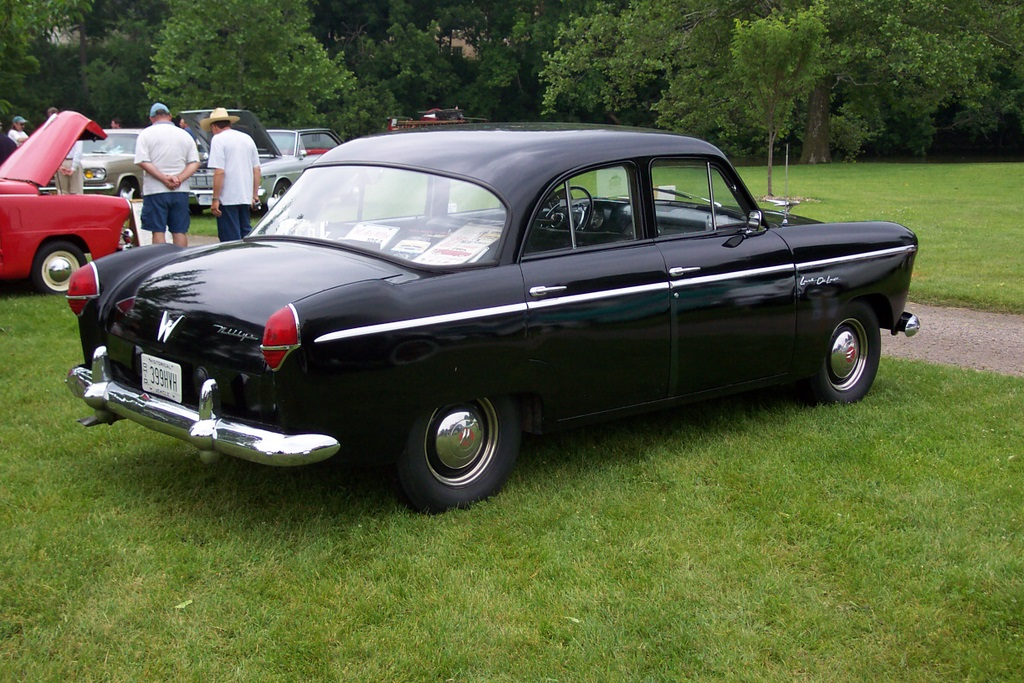
Willys Aero Lark

Der Aero Lark war das Grundmodell. Er wurde 1952 als zweitürige Limousine mit fünf Sitzplätzen angeboten. Sein seitengesteuerter Motor leistete 75 bhp (55 kW) bei 4000/min.
1953 kam eine viertürige Limousine hinzu. 1954 stieg die Motorleistung durch höhere Verdichtung (7,6:1 anstatt 6,9:1) auf 90 bhp (66 kW) bei 4200/min.
1955 wurde der Aero Lark nicht mehr angeboten.

### Aero Heavy Duty
Der Aero Heavy Duty entsprach dem viertürigen Aero Lark und wurde nur 1953 in genau 186 Exemplaren verkauft. Sein Preis lag um 100 US-$ höher als der des Aero Lark.

### Aero Wing
Der Aero Wing war besser ausgestattet als der ansonsten baugleiche Aero Lark. Die 1952 angebotene zweitürige Super-Luxus-Limousine bot neben einer Zweifarbenlackierung und Stoßfängerhörnern vor allen Dingen einen gegengesteuerten Motor mit 90 bhp (66 kW) Leistung bei 4200/min.
1953 entfiel der Aero Wing aus der Modellpalette.

### Aero Falcon
1953 ersetzte der Aero Falcon Super DeLuxe den Aero Wing. Die Drehzahl bei unveränderten 90 bhp Nennleistung stieg auf 4400/min. Neben der zweitürigen Limousine wurde nun auch eine viertürige Version angeboten.
1954 entfiel auch der Aero Falcon.

### Aero Ace / Ace

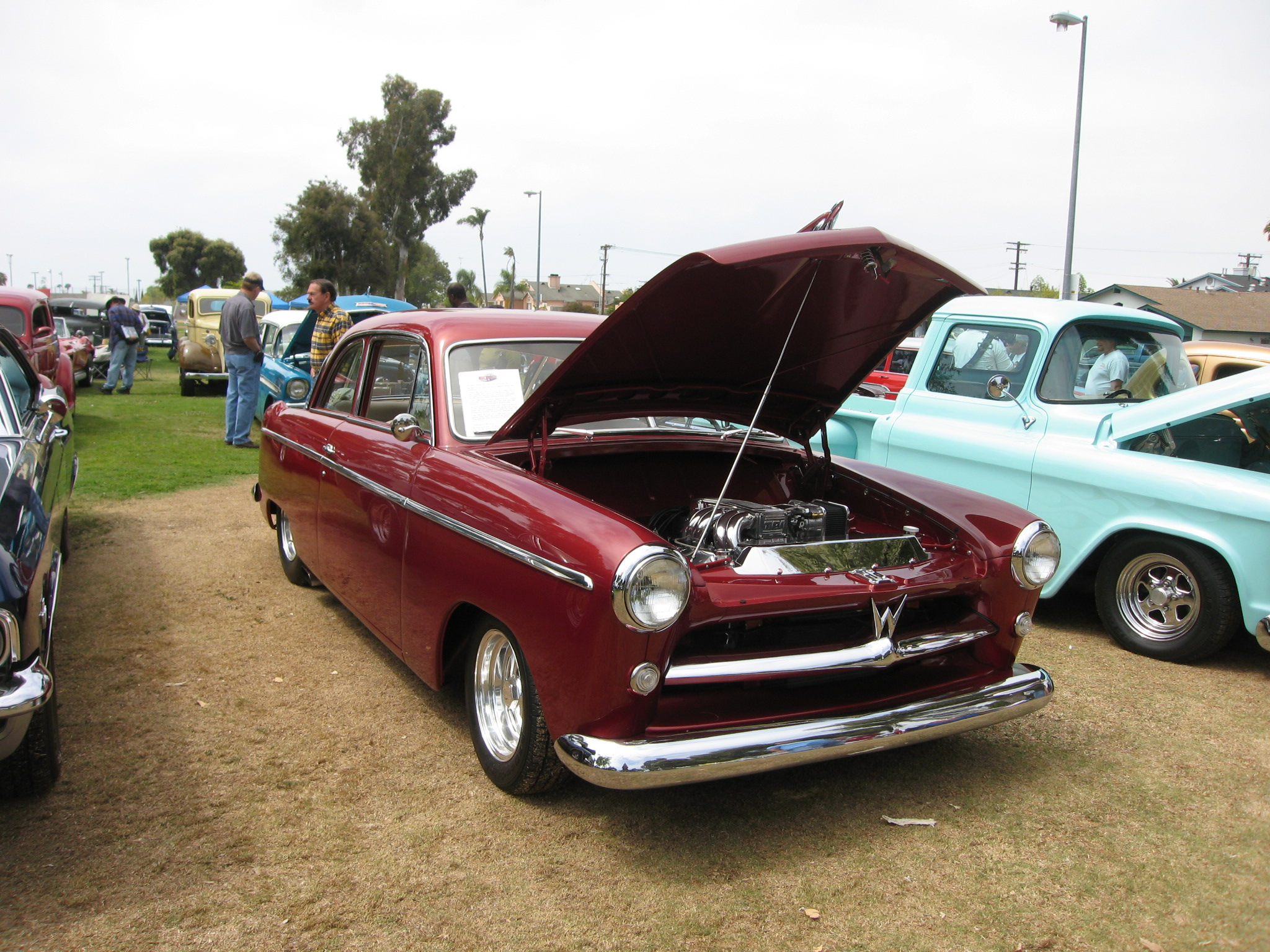
Willys Aero Ace 2-door Sedan (1952). Dieses Fahrzeug ist ein Custom car; d. h., er entspricht technisch und optisch nicht dem Originalfahrzeug.

Die beste Ausstattung aller Limousinen hatte 1952 der Aero Ace. Die zweitürige Custom-Limousine entsprach in Technik und Außenausstattung dem Aero Wing, wobei allerdings die Innenausstattung luxuriöser war.
Wie die anderen Modelle gab es 1953 neben der zweitürigen Limousine auch eine viertürige. Auch erhielten die Wagen den höher verdichteten, seitengesteuerten Motor des Aero Falcon mit gleichbleibender Leistung. Der Aero Ace bot in diesem Jahr allerdings erstmals eine einteilige Windschutzscheibe (die anderen hatten eine in der Mitte geteilte) und eine Panorama-Heckscheibe.
1954 wurde den Aero-Ace-Modellen ein Aero Ace Deluxe 226 zur Seite gestellt. Kaiser Motors, die Willys-Overland 1953 aufgekauft hatten, lieferten den neuen seitengesteuerten Zweivergaser-Motor mit 3703 cm³ mit 115 bhp (85 kW) bei 3650/min. aus eigener Fertigung. Damit erreichte der Wagen eine Höchstgeschwindigkeit von 136 km/h. Einige Modelle wurden versuchsweise auch mit einem Turbolader ausgestattet und erreichten eine Leistung von 140 bhp (103 kW).
1955 entfiel die Bezeichnung Aero, der Wagen hieß nur noch Ace. Ebenfalls entfiel die zweitürige Limousine und der Willys-eigene Sechszylinder-Motor mit 90 bhp; nur noch der Kaiser-Motor mit 115 bhp war verfügbar. Bei der Zweifarbenlackierung war nun nicht nur das Dach, sondern auch Motorhaube, Kofferraumhaube und alle Teile oberhalb der im Bereich der hinteren Türen nach unten schwingenden Seitenlinie in der Zusatzfarbe gehalten.

### Aero Eagle
Der Aero Eagle war das Hardtop-Coupé der Aero-Baureihe. Technik und Ausstattung entsprachen dem Aero Ace. Dieses Top-Modell machte auch die technischen und stilistischen Änderungen des Aero Ace in den Jahren 1953 und 1954 (einschließlich des neuen Kaiser-Motors) mit.
1955 wurde das Modell nicht mehr angeboten.

### Bermuda

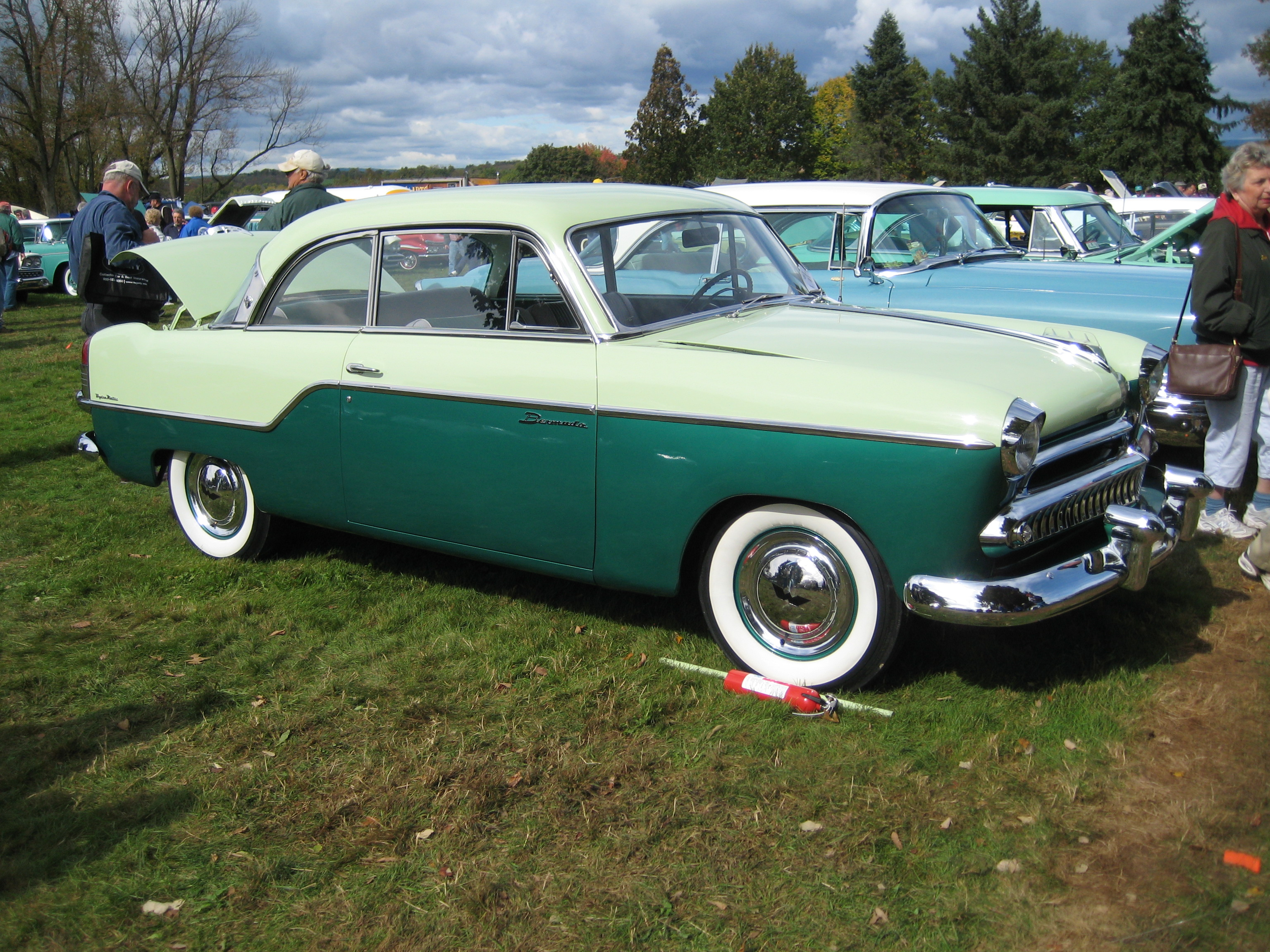
Willys Bermuda

1955 ersetzte der Bermuda den Aero Eagle. Die stilistischen Änderungen gegenüber dem Vorgänger entsprachen denen des Ace gegenüber dem Aero Ace.

### Custom Series
1955 wurden die zwei- und die viertürige Limousine als Nachfolger der Aero-Ace-226-Modelle des Vorjahres in einfacherer Ausstattung, angeboten. Die viertürige Limousine war immerhin 131 US-$ billiger als der Ace.

## Fertigungszahlen
| Typ                 | Baujahr   | L-2    | L-4    | H-2    | Gesamt Modellreihe | Gesamt Baujahr |
| ------------------- | --------- | ------ | ------ | ------ | ------------------ | -------------- |
| Aero Lark 652       | 1952      | 7.474  | 0      | 0      | 7.474              |                |
| Aero Wing 652       | 1952      | 12.819 | 0      | 0      | 12.819             |                |
| Aero Ace 652        | 1952      | 8.706  | 0      | 0      | 8.706              |                |
| Aero Eagle 652      | 1952      | 0      | 0      | 2.364  | 2.364              | 31.363         |
| Aero Lark 675       | 1953      | 8.205  | 7.691  | 0      | 15.896             |                |
| Aero Heavy Duty 675 | 1953      | 0      | 186    | 0      | 186                |                |
| Aero Falcon 675     | 1953      | 3.054  | 3.116  | 0      | 6.170              |                |
| Aero Ace 685        | 1953      | 4.958  | 7.475  | 0      | 12.433             |                |
| Aero Eagle 685      | 1953      | 0      | 0      | 7.018  | 7.018              | 41.703         |
| Aero Lark 654       | 1954      | 1.482  | 1.370  | 0      | 2.852              |                |
| Aero Ace 654        | 1954      | 1.380  | 1.195  | 0      | 2.575              |                |
| Aero Ace 6-226      | 1954      | 611    | 586    | 0      | 1.197              |                |
| Aero Eagle 654      | 1954      | 0      | 0      | 84     | 84                 |                |
| Aero Eagle 6-226    | 1954      | 0      | 0      | 1.159  | 1.159              | 7.867          |
| Custom 6-226        | 1955      | 288    | 2.882  | 0      | 3.170              |                |
| Ace 6-226           | 1955      | 0      | 659    | 0      | 659                |                |
| Bermuda 6-226       | 1955      | 0      | 0      | 2.156  | 2.156              | 5.985          |
| Summen              | 1952–1955 | 48.977 | 25.160 | 12.781 | 86.918             | 86.918         |

L-2 = 2-türige Limousine
L-4 = 4-türige Limousine
H-2 = 2-türige Hardtop-Limousine

## Zweite Karriere in Brasilien

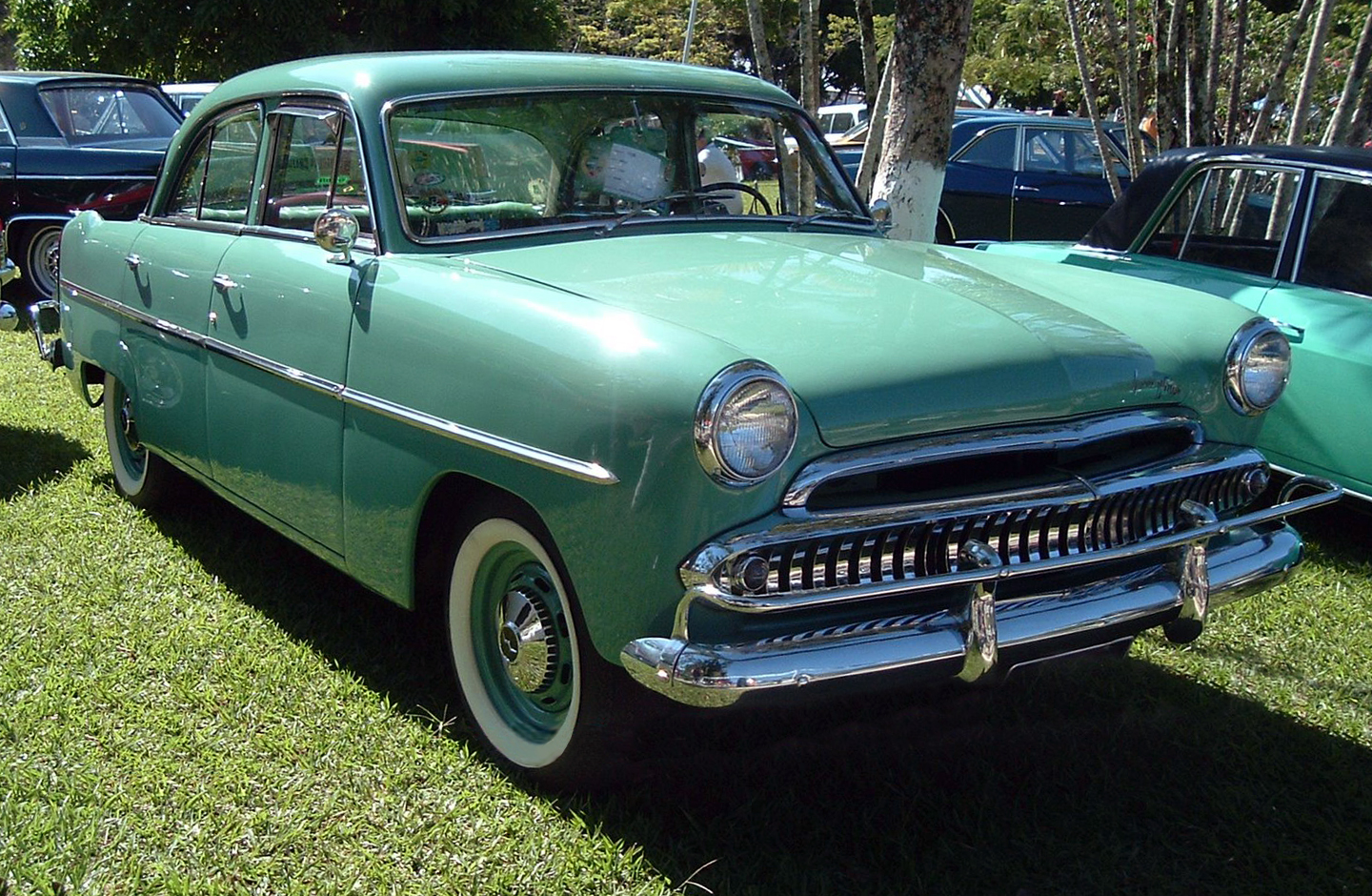
Brasilianischer Aero Willys (1960–62)

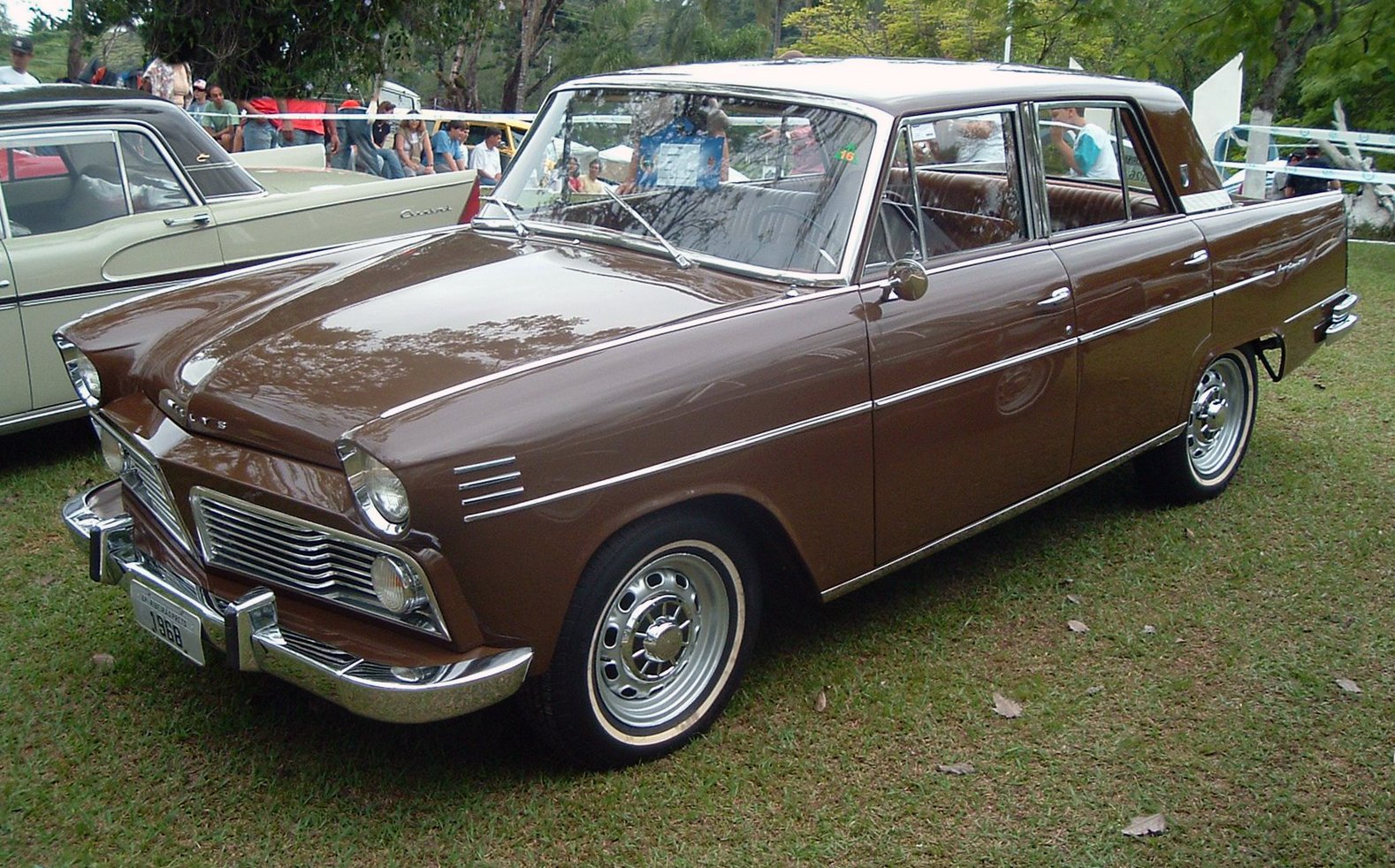
Aero Willys 2600 (1968)

Zu einer zweiten Karriere kam der Aero Willys in Brasilien. Nach dem Ende der Produktion in den USA 1955 blieben die Produktionsanlagen erhalten. Ende der 50er Jahre fand sich eine neue Verwendung in Brasilien, wo die Regierung sich sehr um den Aufbau einer nationalen Fahrzeugproduktion bemühte.
Im März 1960 wurde der brasilianische Aero Willys eingeführt. Er entsprach zunächst weitgehend dem US-Modell von 1955. Es gab nur die viertürige Limousine und den altbekannten 2,6-Liter-Sechszylinder-Motor mit 90 PS (66 kW) Leistung.
Im Herbst 1962 wurde der Wagen durchgreifend überarbeitet. Er erhielt eine neue Karosserie, die Leistung des Motors stieg auf 110 PS (81 kW).
1966 wurde das Programm um zwei Modelle ergänzt. Der Itamaraty war eine Luxusversion des Aero Willys 2600, der Executivo eine Langversion vorwiegend für die brasilianische Staatsführung, die ein repräsentatives Fahrzeug aus nationaler Produktion wünschte. 1967 wurde ein vergrößerter Motor eingeführt mit 3,0 Liter Hubraum und einer Leistung von 132 PS (97 kW).
Im gleichen Jahr wurde Willys do Brasil von Ford übernommen. Der Aero Willys wurde noch bis 1971 weitergebaut und dann durch die brasilianische Version des Ford Maverick ersetzt.
Insgesamt wurden in Brasilien von 1960 bis 1971 116.967 Wagen hergestellt, darunter nur 27 Executivos.